# Playland
Playland è il secondo album in studio solista del cantautore britannico Johnny Marr. Pubblicato il 6 ottobre 2014, è stato anticipato dal singolo Easy Money, uscito il 19 agosto.

## Tracce
Testi e musiche di Johnny Marr.
1. Back In the Box  	3:05
2. Easy Money  	4:05
3. Dynamo  	3:59
4. Candidate  	4:50
5. 25 Hours  	3:35
6. The Trap  	3:24
7. Playland  	4:41
8. Speak Out Reach Out  	4:04
9. Boys Get Straight  	3:02
10. This Tension  	4:01
11. Little King  3:14

## Formazione
- Johnny Marr – voce e chitarra
- Doviak – tastiera e seconda voce
- Iwan Gronow - basso e seconda voce
- Jack Mitchell – batteria

Altri musicisti
- Meredith Sheldon - seconda voce su Easy Money e Candidate
- Sonny Marr - seconda voce su Easy Money, Candidate e Boys Get Straight
- Nile Marr - seconda voce su Easy Money e Dynamo